# Silnice II/329
Silnice II/329 je silnice II. třídy v trase: Plaňany (odpojení od silnice I/12) – Radim – Pečky – Vrbová Lhota – přejezd nad dálnicí D11 – Písková Lhota (napojení na silnici II/611) – Poděbrady (odpojení) – Kouty – Netřebice (krátké napojení na silnici II/330) – Malý Vestec – Vestec – Křinec (napojení na silnici II/275)
U Kluku se křižuje se silnicí I/38.

## Vodstvo na trase
V Radimi vede přes Výrovku (tu překračuje i u Peček), na okraji Vrbové Lhoty přes Káču, v Poděbradech přes Labe, u odboček na Pátek a Křečkov přes Sánský kanál a posléze přes Panský náhon, u Kout přes Blatnici, u Netřebic přes třikrát přes Velenický potok a ve Vestci přes Mrlinu.